# Anthony Bacon
Anthony Bacon o Bacone (Londra, 1558 – Londra, 1601) è stato un politico, diplomatico e agente segreto inglese.

## Biografia
Anthony Bacon nacque a Londra nel 1558, figlio di Sir Nicholas e Anne Bacon e fratello maggiore di Francis Bacon. Anthony Bacon trascorse l'infanzia a York House, Londra, e fu educato dalla madre, una delle donne più istruite dell'epoca. Nell'aprile 1573 Francis ed Anthony Bacon si immatricolarono al Trinity College dell'Università di Cambridge, dove rimasero sotto la supervisione di John Whitgift.
Rimasto orfano di padre nel 1579, nel 1580 Bacon si recò in Francia, dove lavorò come spia per la corona britannica al servizio di Sir Francis Walsingham. In Francia Bacon visse inizialmente a Montauban-de-Picardie, ma nel 1586 fu accusato e condannato per aver praticato la sodomia con il suo paggio Isaac Burgades. La pena prevista era la morte sul rogo, ma dopo l'intervento del futuro Enrico IV di Francia Bacon fu rilasciato dal carcere, anche se dovette abbandonare Montauban. Rimase tuttavia in Francia fino al 1592, avendo stretto profonde e durature amicizie con Enrico IV e Michel de Montaigne.
Nel febbraio 1592 Bacon tornò in Inghilterra e si trasferì dal fratello Francis al Gray's Inn, dove i due stabilirono con successo un'impresa di scrivani che provvedeva anche servizi di copisti, traduttori, crittografi e segretari. Nel 1593 pagò il viaggio di Antonio Pérez per Londra e lo statista spagnolo potrebbe essere stato il modello per il personaggio di Don Adriano de Armado in Pene d'amore perdute di William Shakespeare. Nello stesso anno fu eletto membro del Parlamento del distretto elettorale di Wallingford (Oxfordshire).
Nel 1595 divenne segretario di Stato per Robert Devereux, II conte d'Essex e si trasferì da Bishopsgate ad Essex House. Dopo due anni con Essex, nel 1597 divenne membro del parlamento per il distretto elettorale di Oxford. Anthony Bacon morì nel 1601, poco dopo la caduta in disgrazia ed esecuzione per alto tradimento di Robert Devereux, in cui il fratello Francis svolse un ruolo di primo piano per l'accusa. Fu sepolto alla St Olave's Church di Londra. 